# Aspicolpus udaegae
Aspicolpus udaegae är en stekelart som beskrevs av Sergey A. Belokobylskij 1993. Aspicolpus udaegae ingår i släktet Aspicolpus och familjen bracksteklar. Inga underarter finns listade.